# Nucléosynthèse stellaire
La nucléosynthèse stellaire est le terme utilisé en astrophysique pour désigner l'ensemble des réactions nucléaires qui se produisent à l'intérieur des étoiles (fusion nucléaire et processus s) ou pendant leur destruction explosive (processus r, p, rp) et dont le résultat est la synthèse de la plupart des noyaux atomiques. La position d'une étoile sur le diagramme de Hertzsprung-Russell détermine en grande partie les éléments qu'elle synthétise.

## Histoire

### Premiers pas
L'origine des éléments a posé un problème difficile aux scientifiques pendant longtemps. Il a fallu attendre le début du XXe siècle et l'avènement de la mécanique quantique et de la physique nucléaire pour qu'une explication satisfaisante soit apportée. Avant cela, aucune explication scientifique n'était fournie quant à la genèse des éléments.
Dès l'invention du spectromètre, les astrophysiciens ont commencé à déterminer la composition chimique du Soleil pour la comparer à ce qu'on connaissait à l'époque : la Terre et les météorites. Une constatation simple s'est imposée : plus la masse d'un atome est grande, moins il est présent dans la nature. Trois exceptions notables se présentaient : le lithium, le béryllium et le bore, qui dérogent à cette règle et se trouvent être extrêmement rares dans le Soleil et les météorites.
La compréhension des équations d'Einstein menant à l'idée que l'Univers avait eu un passé extrêmement chaud, George Gamow fut le premier à penser, en 1942, que tous les éléments pouvaient avoir été formés au tout début de la vie de l'Univers, lors du Big Bang. Selon lui, les éléments se formaient par additions successives de neutrons sur les éléments déjà existants, additions suivies de désintégrations béta. C'était une idée élégante, mais il est vite apparu que l'Univers se refroidissait alors beaucoup trop vite pour pouvoir fabriquer des éléments plus lourds que le lithium 7 (7Li).
Il fallait donc trouver un autre moyen de les produire, ou plus précisément une autre explication quant à leur production.

### Avancées théoriques
En 1919, Jean Perrin puis Arthur Eddington, sur la base de mesures précises effectuées par F. W. Aston, furent les premiers à suggérer que les étoiles produisaient leur énergie par la fusion nucléaire de noyaux d'hydrogène en hélium.
En 1928, George Gamow décrivit ce qui est maintenant appelé le facteur de Gamow ; une formule de mécanique quantique qui donne la probabilité que deux noyaux s'approchent suffisamment l'un de l'autre pour que la force nucléaire forte puisse surpasser la barrière coulombienne. Le facteur de Gamow fut ensuite utilisé par Robert Atkinson et Fritz Houtermans, puis par Edward Teller et Gamow lui-même, pour déduire la vitesse des réactions nucléaires aux températures élevées que l'on supposait exister à l'intérieur des étoiles.
En 1939, dans un article intitulé Energy production in stars (« Production d'énergie dans les étoiles »), Hans Bethe analysa les différentes réactions possibles par lesquelles de l'hydrogène peut fusionner en hélium. Il y sélectionna deux mécanismes dont il pensait qu'ils étaient la source d'énergie des étoiles :
- le premier, la chaîne proton-proton, comme étant la principale source d'énergie dans les étoiles de faible masse comme le Soleil ou plus petites ;
- le second, le cycle carbone-azote-oxygène ou « cycle CNO », qui fut aussi considéré par Carl von Weizsäcker en 1938, étant prépondérant dans les étoiles plus massives.

Puis dès 1946, Fred Hoyle avait suggéré que les étoiles pourraient être le lieu de formation de tous les éléments. En 1952, on découvrit dans le spectre d'une étoile l'élément technétium, dont tous les isotopes sont radioactifs. Or, la plus grande demi-vie parmi ces isotopes est de l'ordre de quelques millions d'années. Cela prouvait que ce technétium avait bien été formé dans l'étoile.
Toutes les pièces du puzzle étaient là, il ne restait plus qu'à les assembler de manière cohérente.

## Percée théorique
De manière quasiment simultanée, deux articles parurent en 1957, qui révolutionnèrent l'astrophysique. Le premier, signé par Alastair Cameron fut publié peu avant celui de Geoffrey Burbidge, Margaret Burbidge, William Fowler et Fred Hoyle. C'est dans ce second article que fut présentée une théorie complète de la nucléosynthèse stellaire, le rendant tellement célèbre qu'il est le plus souvent cité dans la littérature par les initiales de ses auteurs : « B2FH ».
Dans ces deux articles, les auteurs recherchaient quelles sont les conditions qui permettent de fabriquer les éléments en les synthétisant, et montrèrent que ces conditions sont réunies au cœur des étoiles. L'article B2FH brossait un panorama de l'origine des éléments, depuis la fusion de l'hydrogène jusqu'à la production des éléments les plus lourds lors des supernovas.

## Nucléosynthèse calme

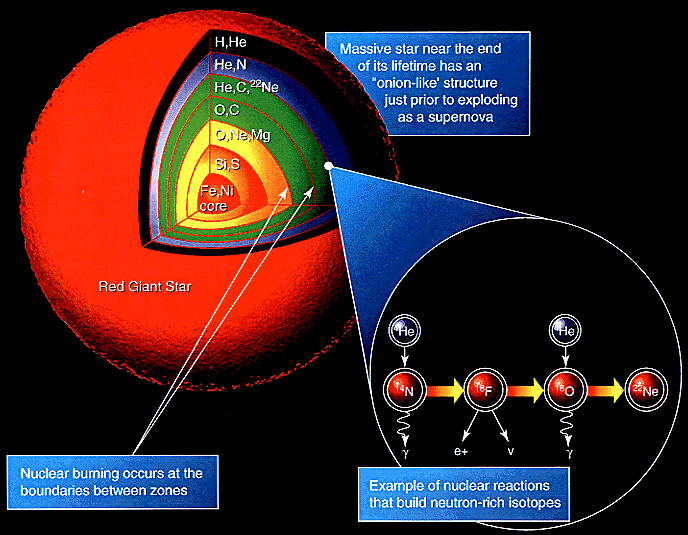
En fin de vie, plusieurs réactions de fusion nucléaires se produisent « en pelures d'oignon » au sein d'une étoile massive.

Dans les étoiles se succèdent des phases de fusion (qui peuvent avoir lieu dans le cœur même de l'étoile, ou dans les couches adjacentes à celui-ci) et de contraction. Ces fusions successives produisent tous les éléments que l'on connaît, jusqu'au fer.
Au début de la vie d'une étoile se trouve un nuage de gaz (principalement de l'hydrogène, synthétisé lors du Big Bang), qui, principalement par effondrement gravitationnel, se met à se contracter. Du fait de cette contraction rapprochant les protons et augmentant donc leurs collisions, la température augmente progressivement ; quand elle dépasse dix millions de kelvins, elle est suffisante pour que les noyaux d'hydrogène aient assez d'énergie pour vaincre la barrière coulombienne et ainsi fusionner en hélium.
L'énergie libérée par cette fusion (conformément à la célèbre formule E=M·c2) contrebalance alors l'effet de la gravité, et l'étoile atteint ainsi un premier équilibre.

### Fusion de l'hydrogène
L'hydrogène est le carburant majeur des étoiles et sa fusion est le premier maillon de la chaîne de nucléosynthèse. Comme suggéré en 1939 par Hans Bethe, il y a deux manières de transformer l'hydrogène en hélium :
- le cycle proton-proton permet de transformer de l'hydrogène en 4He. Ce cycle est divisé en plusieurs réactions. La première réaction de ce cycle permet la transformation d'un proton et d'un neutron en deutérium. Ensuite, selon ce qui est disponible au cœur de l'étoile (donc selon le moment de son évolution auquel se produit cette réaction), par l'intermédiaire du tritium ou de l'hélium 3 avec lesquels les atomes de deutérium vont fusionner, l'étoile engendre de l'hélium 4 ;
- le cycle carbone-azote-oxygène (CNO) se produit quant à lui à plus haute température, car les atomes qui fusionnent lors de ce cycle ont des masses atomiques beaucoup plus élevées que l'hydrogène. Une autre condition pour que ce cycle puisse participer à la synthèse d'éléments est que les éléments carbone, oxygène et azote soient présents dans le cœur de l'étoile. La figure ci-contre en précise le déroulement, l'hélium étant émis sous forme de particules α. Ce cycle se décompose en trois sous-cycles (I, II et III), qui produisent chacun différents isotopes servant de base au sous-cycle suivant.

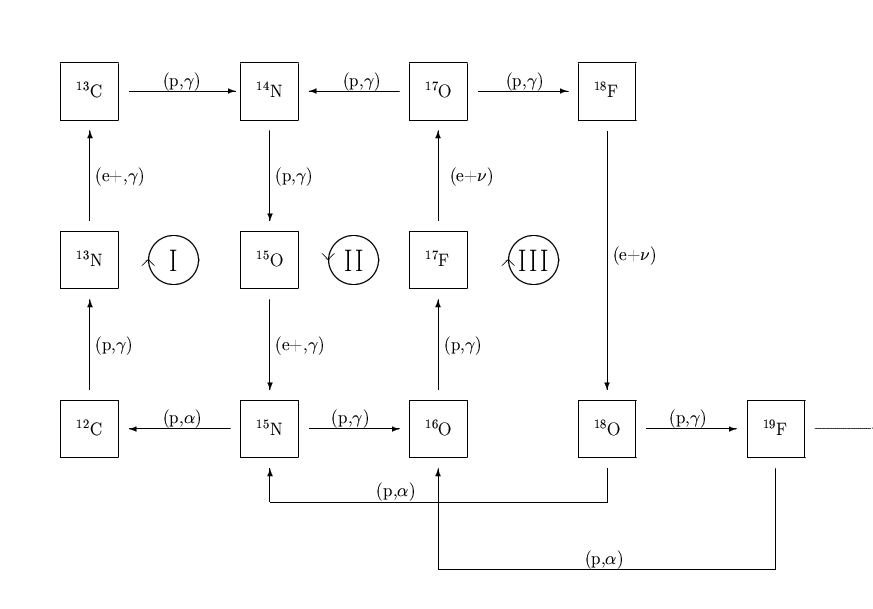
Détails du cycle CNO se produisant à l'intérieur d'une étoile, faisant apparaître trois sous-cycles et l'émissions d'hélium.

Globalement, la réaction de fusion de l'hydrogène peut s'écrire de la manière suivante :
4 p ⟶ 4He + 2 e+ + 2 ν + E.
Cette réaction de fusion de l'hydrogène est la plus exothermique de toutes les réactions qui vont se produire au cœur des étoiles. Comme les étoiles sont composées majoritairement d'hydrogène, elles disposent à ce moment de leur vie d'une grande quantité de combustible, qui leur fournit donc une grande quantité d'énergie. Cela explique pourquoi les étoiles passent la plus grande partie de leur existence dans cette phase de combustion de l'hydrogène, on dit alors qu'elles sont dans la séquence principale.
Au bout d'un temps dépendant de la masse de l'étoile, la quantité d'hydrogène dans le cœur de l'étoile finit par ne plus être suffisante pour entretenir un taux de réaction assez élevé pour contrebalancer l'effet de la gravitation. Le cœur de l'étoile se contracte alors. Lors de cette contraction, sa température augmente à nouveau (comme n'importe quel gaz que l'on comprime), de même que sa densité. Quand la température atteint quelque 108 kelvins, la fusion de l'hélium peut alors s'amorcer.

### Fusion de l'hélium
C'est lorsque cette réaction démarre que la structure en couches d'une étoile se forme. En effet, la température au centre de l'étoile est telle que les couches externes au noyau sont suffisamment chaudes pour que puissent s'amorcer des réactions de fusion.
Deux réactions permettent la transformation d'hélium en éléments plus lourds :
| 4 2He | + | 4 2He | ⟶ | 8 4Be | + | γ | (1) |
| 8 4Be | + | 4 2He | ⟶ | 12 6C | + | γ | (2) |
La réaction (2) a posé un problème à première vue insoluble. En effet on trouve une grande quantité de carbone 12C dans l'Univers. Mais des calculs théoriques ont montré que le béryllium 8Be avait une demi-vie de l'ordre de 10−16 secondes, ce qui rend hautement improbable que l'on puisse fabriquer du 12C en quantités importantes à partir de 8Be.
Pour tenter de résoudre ce problème, Fred Hoyle suggéra que la réaction entre le 4He et le 8Be devait être en résonance avec un niveau d'énergie inconnu du 12C. Si ce niveau résonnant existait, alors, la section efficace de la réaction numéro 2 serait considérablement augmentée, la rendant par là même possible. Quelques années après cette prédiction, des mesures en laboratoire ont montré qu'effectivement, cet état excité existait. Ce carbone disponible va pouvoir réagir lui aussi avec les atomes d'hélium présents selon la réaction suivante :
| 12 6C | + | 4 2He | ⟶ | 16 8O | + | γ. |
À la fin de la phase de fusion de l'hélium, le cœur de l'étoile est donc composé majoritairement de carbone 12C et d'oxygène 16O. Comme pour la fin de la fusion de l'hydrogène, ce qui se passe ensuite ne dépend que de la masse de l'étoile. Si celle-ci est suffisante, alors le cœur de l'étoile peut se contracter de nouveau. La température et la densité peuvent elles aussi augmenter, et atteindre des valeurs qui permettent successivement les fusions du carbone et du néon.

### Fusions du carbone et du néon
La fusion du carbone s'amorce quand la température au cœur de l'étoile dépasse le milliard de kelvins. Trois réactions principales se produisent, pouvant former du sodium, du néon ou du magnésium 23 :
| 12 6C | + | 12 6C | ⟶ | 23 11Na | + | 1 p ;   |
| 12 6C | + | 12 6C | ⟶ | 20 10Ne | + | 4 2He ; |
| 12 6C | + | 12 6C | ⟶ | 23 12Mg | + | 1 0n.   |
Si la température du cœur de l'étoile reste proche du milliard de degrés, les deux premières réactions sont favorisées. Si au contraire elle s'élève au-dessus de 1,1 × 109 K, c'est alors la 3e réaction qui prédomine. Et de même, quand le carbone vient à manquer, le cœur se contracte, la température s'élève.
Lorsque la température dépasse 1,2 × 109 K, les atomes de néon ont suffisamment d'énergie pour que leur fusion commence. Deux réactions principales ont lieu, qui peuvent produire de l'oxygène 16 ou du magnésium 24 :
| 20 10Ne | + | γ     | ⟶ | 16 8O   | + | 4 2He ; |
| 20 10Ne | + | 4 2He | ⟶ | 24 12Mg | + | γ.      |
La combustion du carbone et du néon produit aussi des neutrons par les réactions suivantes :
| 13 6C   | + | 4 2He | ⟶ | 16 8O   | + | 1 0n ; |
| 22 10Ne | + | 4 2He | ⟶ | 25 12Mg | + | 1 0n.  |
Lors du processus s les neutrons produits de ces réactions sont absorbés par des noyaux qui augmentent ainsi leur nombre de nucléons. Dans ces noyaux les neutrons excédentaires se transforment en protons en émettant un électron et un neutrino. Le processus s peut produire les noyaux jusqu'au bismuth 209.
La phase suivante fait intervenir cette fois les atomes d'oxygène.

### Fusion de l'oxygène
La dernière contraction du cœur de l'étoile a conduit celui-ci à atteindre une température de plus de 2 milliards de kelvins. À cette température, les atomes d'oxygène fusionnent, et cinq principales réactions ont lieu :
| 16 8O | + | 16 8O | ⟶ | 28 14Si | + | 4 2He | + | 9,594 MeV ; |
| 16 8O | + | 16 8O | ⟶ | 31 15P  | + | 1 p   | + | 7,678 MeV ; |
| 16 8O | + | 16 8O | ⟶ | 31 16S  | + | 1 0n  | + | 1,500 MeV ; |
| 16 8O | + | 16 8O | ⟶ | 30 14Si | + | 2 1 p | + | 0,381 MeV ; |
| 16 8O | + | 16 8O | ⟶ | 30 15P  | + | 2 1D  | + | 2,409 MeV.  |
Alternativement :
| 16 8O | + | 16 8O | ⟶ | 32 16S  | + | γ       | + | E ; |
| 16 8O | + | 16 8O | ⟶ | 24 12Mg | + | 2 4 2He | + | E.  |
Les particules alpha, les neutrons et les protons libérés lors de ces réactions ont suffisamment d'énergie pour participer à la synthèse d'autres éléments. On va donc voir apparaître lors de cette phase un grand nombre d'éléments, tels que le chlore, l'argon, le potassium, le calcium, le titane, etc.
Une fois l'oxygène épuisé, se termine la dernière phase de fusion d'éléments au cœur de l'étoile : la fusion du silicium.

### Fusion du silicium
Nous sommes là dans les tout derniers moments de la vie d'une étoile. Comme on peut le voir au tableau Temps de fusion, l'étoile n'a plus que quelques heures à vivre. Le cœur s'est à nouveau contracté, et cette fois-ci, la température atteint près de 3 milliards de kelvins. Les atomes de silicium sont brisés par les photons gamma présents, et libèrent des neutrons, des protons et des particules {\displaystyle \alpha } qui vont interagir avec les atomes de 28Si présents pour former tous les éléments jusqu'au fer.
Lorsque la quantité de fer est trop importante dans le cœur, et la quantité de silicium trop faible pour soutenir la pression de radiation produite par la fusion, l'étoile est tout à la fin de sa vie, qui va se terminer par une implosion et une explosion engendrant une nouvelle phase de nucléosynthèse (voir la section « Nucléosynthèse explosive »).

### Processus s
Le processus s se produit dans les couches externes des étoiles de la branche asymptotique des géantes, à partir des atomes de fer hérités d'anciennes étoiles ayant explosé (voir la section « Nucléosynthèse explosive »). Ces couches externes reçoivent du cœur de l'étoile un flux de neutrons relativement peu intense mais durable, qui transforme les noyaux de fer en noyaux plus lourds. Environ la moitié de ces noyaux lourds sont le produit du processus s.

## Nucléosynthèse explosive

Énergie de liaison par nucléon pour les isotopes les plus courants.

La fusion du fer est endothermique, elle absorbe de l'énergie du milieu au lieu d'en émettre. Comme sa fission nécessite aussi un apport d'énergie, le fer est l'élément le plus stable du tableau de Mendeleïev. La nucléosynthèse d'éléments plus lourds que le fer, n'étant pas productrice mais consommatrice d'énergie, ne peut qu'être le sous-produit d'événements libérant de grandes quantités d'énergie. Pour environ la moitié de ces nucléides, produits par le processus r, il faut aussi une densité de neutrons supérieure à 1020 par cm3. Deux événements fréquents dans les galaxies sont particulièrement susceptibles d'en être à l'origine : les explosions stellaires (supernovas) et les fusions d'étoiles à neutrons.

### Supernovas
Quand la fusion du silicium se termine faute de « carburant », la production d'énergie chute brutalement. La pression de rayonnement diminuant, l'équilibre au sein de l'étoile — entre force gravitationnelle (centripète) et pression radiative (centrifuge) — se rompt. En quelques secondes, selon la masse de l'étoile, le cœur de l'étoile s'effondre sur lui-même et toute l'étoile implose de même. La densité du cœur augmente jusqu'à atteindre celle présente dans les noyaux atomiques, ce qui forme un état de saturation nucléaire sans plus aucun vide atomique. Subséquemment, la matière et l'énergie rebondissent sur ce cœur, car il ne peut plus en intégrer, ayant atteint une densité donnée critique. Une onde de choc balaie alors l'étoile, du centre vers les couches externes, et rallume la fusion dans les couches périphériques.
C'est lors de cette explosion terminale que tous les éléments plus lourds que le fer sont synthétisés selon deux processus, le processus r (addition rapide de neutrons) et le processus rp (addition rapide de protons). L'énergie cinétique de la périphérie du noyau effondré s'accroît brutalement, de façon désordonnée autour du noyau central, ce qui conduit à de très nombreuses collisions produisant une quantité colossale d'énergie. À condition qu'elle ne soit pas trop massive pour causer son effondrement total ou son involution vers un trou noir, l'étoile devient une supernova, qui va éjecter violemment dans l'espace, sous l'effet de l'onde de choc, les éléments lourds qu'elle a synthétisés. Durant cet effondrement, de nombreuses autres réactions de fusion se produisent, avant que leurs produits soient propulsés hors de l'étoile sous l'effet de l'onde de choc centrifuge.
La masse totale de l'étoile joue ainsi un rôle critique dans la nature des éléments formés, à cause de la quantité de neutrons nécessaire à ces fusions et produits par les désintégrations secondaires. À titre d'illustration, UY Scuti, située à 9 500 années-lumière dans la constellation de l'Écu de Sobieski, est 1 700 fois plus grande que le Soleil. Au-delà, on trouve les hypernovas, qui correspondent à une libération d'énergie de l'ordre de cent supernovas. À l'inverse, lorsque l'effondrement du noyau se réalise au centre d'une étoile plus massive, l'énergie dégagée par l'explosion ne suffit pas à expulser les couches externes de l'étoile.

### Fusions d'étoiles à neutrons
Les supernovas ont longtemps été considérées comme le principal lieu de mise en œuvre du processus r, mais en 2016 la composition chimique des étoiles de Réticule II (Ret II), une galaxie naine ultra-pâle satellite de la Voie lactée, a montré qu'elles ne pouvaient pas l'être pour les éléments les plus lourds, et suggéré que c'est dans les fusions d'étoiles à neutrons que l'Univers fabrique des éléments comme l'or et le platine.
L'abondance des éléments dans le Soleil résultant d'environ huit milliards d'années de production par des générations antérieures d'étoiles, il faut pour identifier les processus se tourner vers les étoiles datant des premiers milliards d'années suivant le Big Bang, déficientes en fer. Les premières étoiles, de teneur en fer inférieure à 1 % de celle du Soleil, ont été repérées au début des années 1980 ; une trentaine d'années plus tard, on en connaissait plusieurs dizaines de milliers. Parmi elles, 3 à 5 % sont un peu ou beaucoup enrichies en éléments issus du processus r. C'est notamment le cas de sept des neuf étoiles les plus brillantes de Ret II, extrêmement enrichies en éléments les plus lourds du tableau de Mendeleïev. Un tel enrichissement nécessiterait des centaines voire des milliers de supernovas, alors qu'une galaxie aussi petite que Ret II n'a tout simplement pas une masse suffisante pour en avoir abrité à un si grand nombre. En revanche, les abondances en éléments lourds prédites pour une fusion d'étoiles à neutrons concordent bien avec les abondances observées.

## Tableau récapitulatif des durées de fusion
|                       | Température                         | Étoile de 0,3 masse solaire         | Étoile de 1 masse solaire           | Étoile de 25 masses solaires |
| --------------------- | ----------------------------------- | ----------------------------------- | ----------------------------------- | ---------------------------- |
| Fusion de l'hydrogène | 4 × 106 K ; 15 × 106 K ; 40 × 106 K | ~800 milliards d'années             | 10-12 milliards d'années            | 7 millions d'années          |
| Fusion de l'hélium    | 1 × 108 K                           | S'arrête avant d'atteindre ce stade | ~200 millions d'années              | 500 000 ans                  |
| Fusion du carbone     | 1 × 109 K                           |                                     | S'arrête avant d'atteindre ce stade | 200 ans                      |
| Fusion du néon        | 1,2 × 109 K                         |                                     |                                     | 1 an                         |
| Fusion de l'oxygène   | 2 × 109 K                           |                                     |                                     | 5 mois                       |
| Fusion du silicium    | 3 × 109 K                           |                                     |                                     | ~1 jour                      |